# Liu Mengting
Liu Mengting (23 aprile 2004) è una sciatrice freestyle cinese, specializzata in slopestyle e big air.

## Biografia
Attiva in gare FIS dal 2018 e specializzata in big air e slopestyle, Liu ha esordito in Coppa del Mondo il 7 settembre 2019, classificandosi 16ª nell’halfpipe di Cardrona vinto dalla connazionale Zhang Kexin. Il 15 marzo 2024 ha ottenuto il suo primo podio nel massimo circuito, concludendo 2ª nel big air di Tignes vinto dalla svizzera Mathilde Gremaud. Il 4 gennaio dell’anno successivo ha vinto la sua prima gara, imponendosi nel big air di Klagenfurt am Wörthersee.

## Palmarès

### Coppa del Mondo
- Miglior piazzamento nella Coppa del Mondo generale di freestyle: 9ª nel 2024
- 2 podi:
  - 1 vittoria
  - 1 secondo posto

#### Coppa del mondo - vittorie
| Data           | Luogo                    | Paese   | Disciplina |
| -------------- | ------------------------ | ------- | ---------- |
| 4 gennaio 2025 | Klagenfurt am Wörthersee | Austria | BA         |

Legenda:

BA = Big air